# Piscop
Piscop [pisko]  est une commune française située dans le département du Val-d'Oise en région Île-de-France.

## Géographie

### Description
Piscop a conservé malgré la proximité de Paris (moins de 15 km) et de Sarcelles (3 km) un aspect très rural. Situé à flanc de coteau dominant la Plaine de France, le village est couronné par la forêt de Montmorency.

### Communes limitrophes
La commune est limitrophe de Saint-Brice-sous-Forêt, Écouen, Ézanville, Domont et Montmorency.

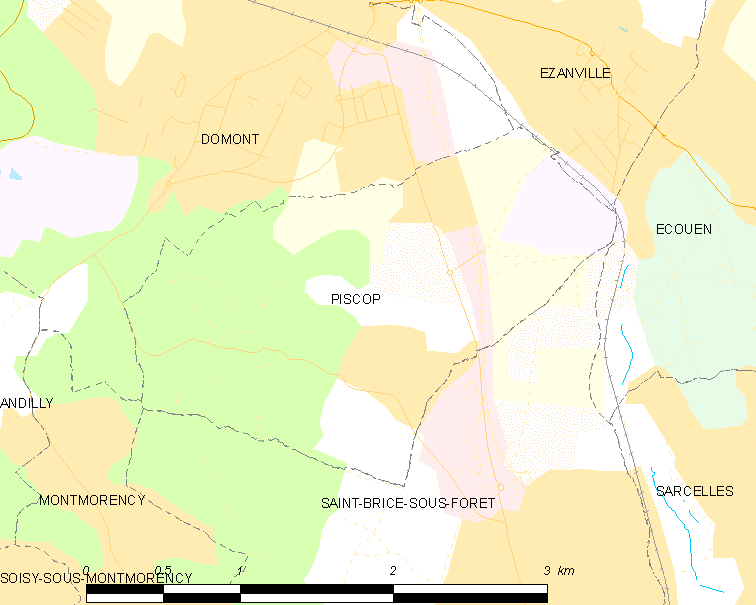
Carte de la commune.
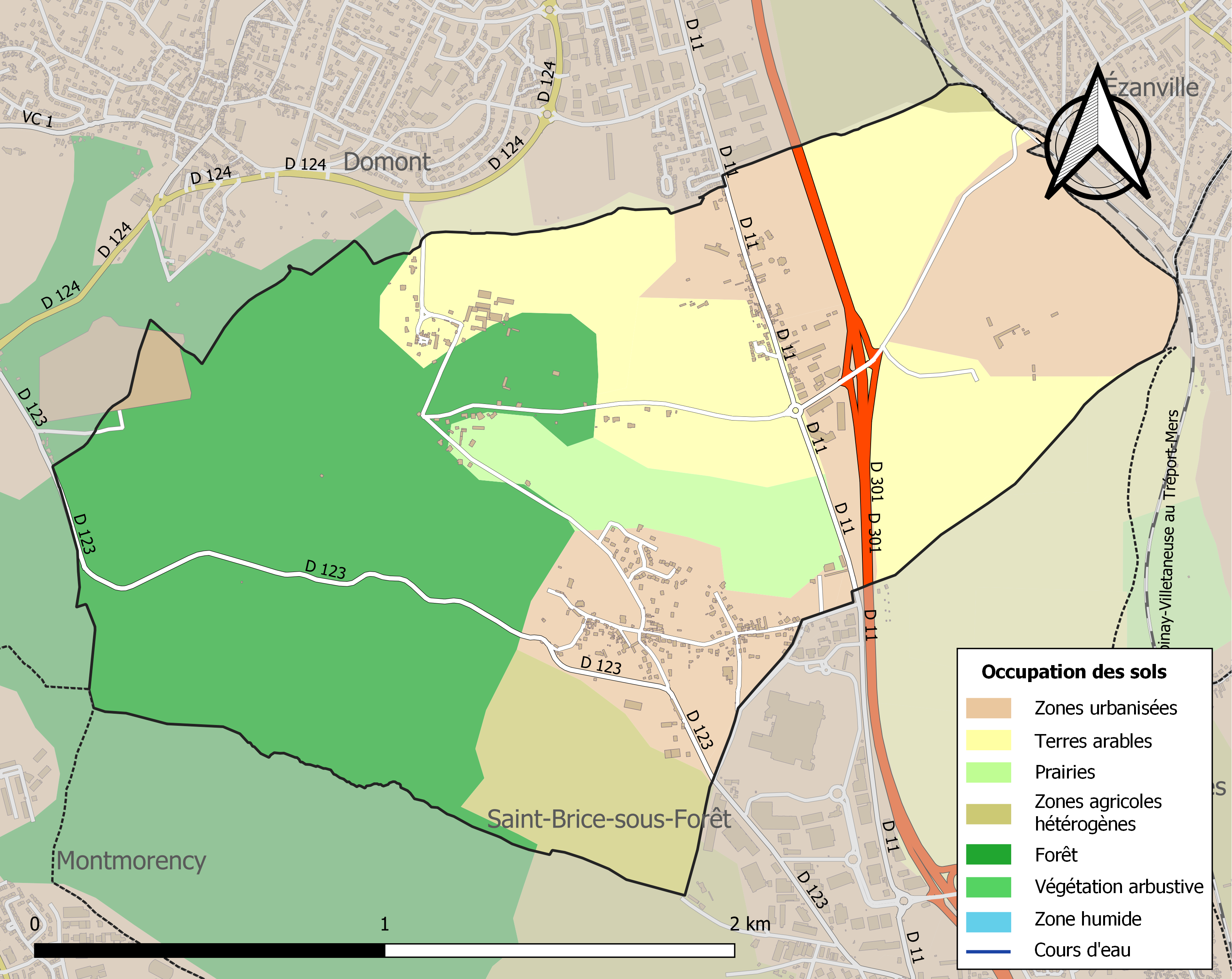
Occupation des sols.

### Climat
Pour des articles plus généraux, voir Climat de l'Île-de-France et Climat du Val-d'Oise.
En 2010, le climat de la commune est de type climat océanique dégradé des plaines du Centre et du Nord, selon une étude du CNRS s'appuyant sur une série de données couvrant la période 1971-2000. En 2020, Météo-France publie une typologie des climats de la France métropolitaine dans laquelle la commune est dans une zone de transition entre le climat océanique et le climat océanique altéré et est dans la région climatique  Sud-ouest du bassin Parisien, caractérisée par une faible pluviométrie, notamment au printemps (120 à 150 mm) et un hiver froid (3,5 °C). 
Pour la période 1971-2000, la température annuelle moyenne est de 11,5 °C, avec une amplitude thermique annuelle de 15,1 °C. Le cumul annuel moyen de précipitations est de 684 mm, avec 10,5 jours de précipitations en janvier et 8,4 jours en juillet. Pour la période 1991-2020, la température moyenne annuelle observée sur la station météorologique la plus proche, située sur la commune de Bonneuil-en-France à 8 km à vol d'oiseau, est de 12,1 °C et le cumul annuel moyen de précipitations est de 616,3 mm,. Pour l'avenir, les paramètres climatiques de la commune estimés pour 2050 selon différents scénarios d'émission de gaz à effet de serre sont consultables sur un site dédié publié par Météo-France en novembre 2022.

## Urbanisme

### Typologie
Au 1er janvier 2024, Piscop est catégorisée grand centre urbain, selon la nouvelle grille communale de densité à sept niveaux définie par l'Insee en 2022.
Elle appartient à l'unité urbaine de Paris, une agglomération inter-départementale regroupant 407  communes, dont elle est une commune de la banlieue,,. Par ailleurs la commune fait partie de l'aire d'attraction de Paris, dont elle est une commune du pôle principal,. Cette aire regroupe 1 929 communes,.

### Lieux-dits, hameaux et écarts

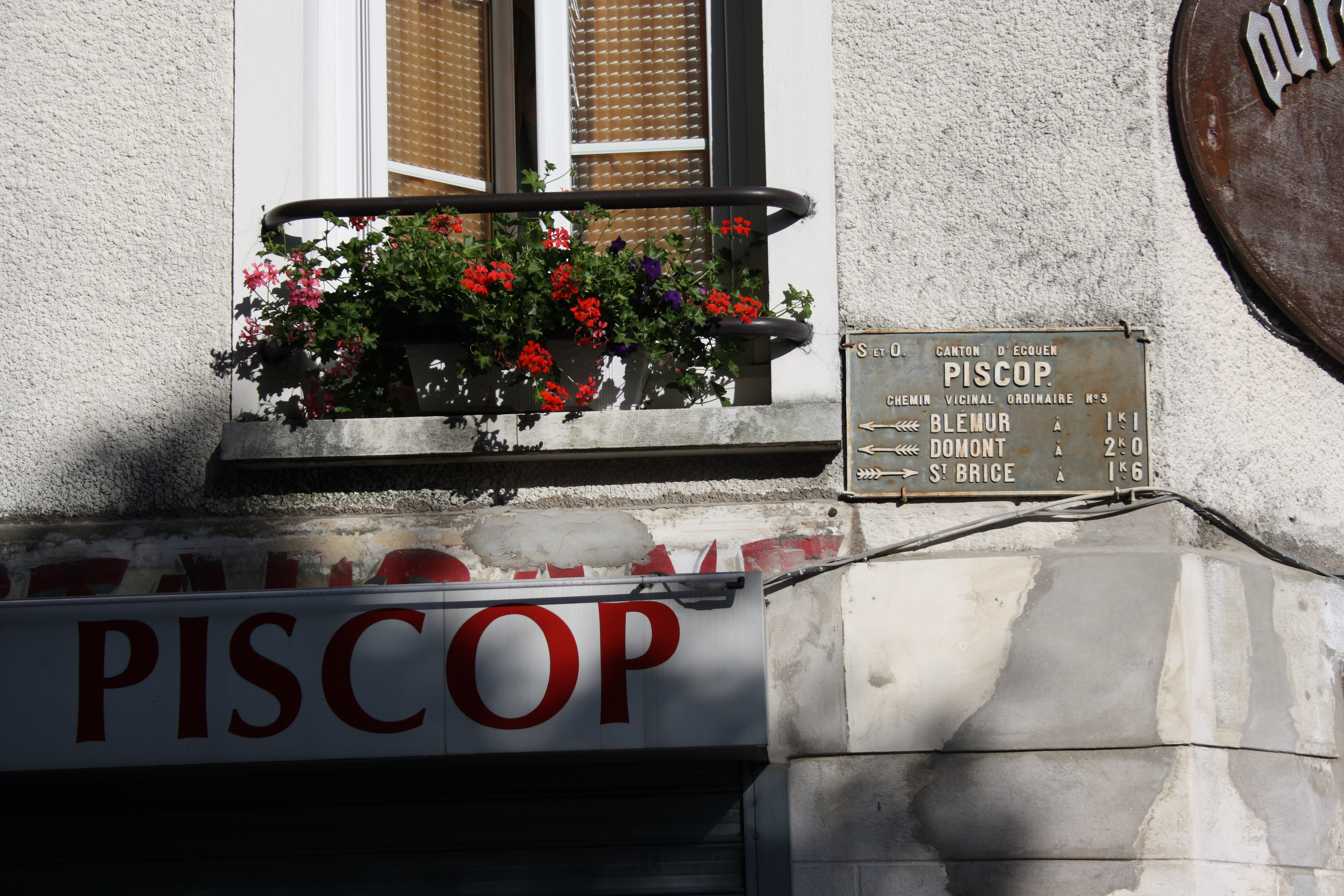
Plaque de cocher indiquant des hameaux de la commune.

La commune compte plusieurs hameaux et écarts : Blémur (ferme), Luat (château, institut d'enseignement secondaire), Château-Vert, Pontcelles…

## Toponymie
Pissecoc aux XIIe et XIIIe siècles.
Pissecoc est près d'un ru ; on a pensé que ce nom désignait ce cours de faible débit, le nom proviendrait du verbe « pisser » et de « coq », littéralement « pisse coq » a pu, vraisemblablement, désigner un cours d'eau à faible débit.
Se prononce [piskoː]. Le -P final est dû à une interprétation par le latin episcopus « évêque ».
Luat, attesté ainsi en 1249, vient de l'ancien français hua, huat « hibou, milan ».
Pontcelles, attesté en 1354, vient de l'ancien français poncel « ponceau, petit pont ».

## Histoire
Composé de plusieurs hameaux, le fief est offert par Clovis à l'évêque Rémi.
Un château (disparu) est édifié au XIIe siècle par le chevalier Anselme de Pissecoc, seigneur du lieu vassal des Montmorency.
Au XIVe siècle, les terres de Piscop sont partagées en plusieurs fiefs indépendants.
Aux XIXe et XXe siècles, des résidences secondaires sont bâties dans le village, mais la commune conserve, malgré la forte poussée de l'urbanisation connue par les communes voisines un aspect toujours villageois.

## Politique et administration

### Rattachements administratifs et électoraux

#### Rattachements administratifs
Antérieurement à la loi du 10 juillet 1964, la commune faisait partie du département de Seine-et-Oise. La réorganisation de la région parisienne en 1964 fit que la commune appartient désormais au département du Val-d'Oise et à son arrondissement de Sarcelles après un transfert administratif effectif au 1er janvier 1968.
Elle faisait partie de 1806 à 1967 du canton d'Écouen de Seine-et-Oise. Lors de la mise en place du Val-d'Oise, la ville intègre le canton de Domont, puis, en 1985, réintègre le canton d'Ecouen. Dans le cadre du redécoupage cantonal de 2014 en France, cette circonscription administrative territoriale a disparu, et le canton n'est plus qu'une circonscription électorale.
Piscop fait partie du ressort  du tribunal d'instance de Gonesse (depuis la suppression du tribunal d'instance d'Écouen en février 2008), et de celui du  tribunal judiciaire et du tribunal de commerce de Pontoise,.

#### Rattachements électoraux
Pour les élections départementales, la commune est membre depuis 2014 d'un nouveau canton de Domont.
Pour l'élection des députés, elle fait partie de la septième circonscription du Val-d'Oise.

### Intercommunalité
Piscop était membre de la communauté de communes de l'Ouest de la Plaine de France, un établissement public de coopération intercommunale (EPCI) à fiscalité propre créé fin 2001 et auquel la commune avait transféré un certain nombre de ses compétences, dans les conditions déterminées par le code général des collectivités territoriales.
Dans le cadre de la mise en œuvre de la loi MAPAM du 27 janvier 2014, qui prévoit la généralisation de l'intercommunalité à l'ensemble des communes et la création d'intercommunalités de taille importante, notamment en seconde couronne parisienne afin de pouvoir dialogier avec la métropole du Grand Paris créée par la même loi, cette intercommunalité a fusionné avec sa voisine pour former, le 1er janvier 2016, la communauté d'agglomération Plaine Vallée dont est désormais membre la commune.

### Liste des maires
| Période                                  | Période                    | Identité             | Étiquette | Qualité                         |
| ---------------------------------------- | -------------------------- | -------------------- | --------- | ------------------------------- |
| Les données manquantes sont à compléter. |                            |                      |           |                                 |
|                                          |                            | Henri Étienne Metman |           | Caissier de l'imprimerie royale |
| mai 1925                                 |                            | G. Hua               |           |                                 |
| Les données manquantes sont à compléter. |                            |                      |           |                                 |
| mars 2001                                | 2008                       | James Debaisieux     |           |                                 |
| mars 2008                                | En cours (au 14 juin 2021) | Christian Lagier     |           | Réélu pour le mandat 2020-2026, |

## Démographie
L'évolution du nombre d'habitants est connue à travers les recensements de la population effectués dans la commune depuis 1793. Pour les communes de moins de 10 000 habitants, une enquête de recensement portant sur toute la population est réalisée tous les cinq ans, les populations de référence des années intermédiaires étant quant à elles estimées par interpolation ou extrapolation. Pour la commune, le premier recensement exhaustif entrant dans le cadre du nouveau dispositif a été réalisé en 2007.

En 2022, la commune comptait 737 habitants, en évolution de +6,66 % par rapport à 2016 (Val-d'Oise : +4 %, France hors Mayotte : +2,11 %).
| 1793 | 1800 | 1806 | 1821 | 1831 | 1836 | 1841 | 1846 | 1851 |
| ---- | ---- | ---- | ---- | ---- | ---- | ---- | ---- | ---- |
| 247  | 253  | 248  | 296  | 248  | 263  | 291  | 297  | 308  |

| 1856 | 1861 | 1866 | 1872 | 1876 | 1881 | 1886 | 1891 | 1896 |
| ---- | ---- | ---- | ---- | ---- | ---- | ---- | ---- | ---- |
| 287  | 307  | 311  | 326  | 388  | 360  | 389  | 335  | 362  |

| 1901 | 1906 | 1911 | 1921 | 1926 | 1931 | 1936 | 1946 | 1954 |
| ---- | ---- | ---- | ---- | ---- | ---- | ---- | ---- | ---- |
| 370  | 387  | 384  | 382  | 424  | 476  | 454  | 428  | 458  |

| 1962 | 1968 | 1975 | 1982 | 1990 | 1999 | 2006 | 2007 | 2012 |
| ---- | ---- | ---- | ---- | ---- | ---- | ---- | ---- | ---- |
| 474  | 497  | 522  | 466  | 664  | 632  | 682  | 688  | 736  |

| 2017 | 2022 | - | - | - | - | - | - | - |
| ---- | ---- | - | - | - | - | - | - | - |
| 676  | 737  | - | - | - | - | - | - | - |

## Culture locale et patrimoine

### Lieux et monuments
On peut signaler : 
- Ruines de l'église : Piscop a été érigée en paroisse en 1211 et disposait alors d'une chapelle. Une petite église Renaissance a été bâtie à son emplacement au cours du XVIe siècle, comportant une nef de quatre travées, un chœur en hémicycle et des bas-côtés, communiquant avec la nef par des arcades plein cintre. Le clocher en bâtière se dresse au nord de la première travée de la nef. Il comporte quatre niveaux, et l'étage supérieur est percé sur chaque face de deux baies abat-son plein cintre. Les autres baies sont également plein cintre. L'église est abandonnée en 1806, puis finalement remise en état et utilisée de nouveau pour le culte à partir de 1840. L'effondrement du toit en 1955 met définitivement un terme à l'utilisation de l'église. Le clocher reste intact, mais seuls le mur nord de la nef, le mur du chœur et environ la moitié du mur sud de la nef subsistent. Ces vestiges ont bénéficié d'une restauration en 1985 en vue de les pérenniser en l'état. Les arcades ont été bouchées pour des raisons de stabilité. Bien qu'incomplètes, les ruines gardent un intérêt artistique, notamment pour les consoles sculptées en têtes ayant jadis supporté les arcs-doubleaux. Les noms des saints représentés sont gravés en dessous[28],[13].
- Château du Luat[13]
- Château-Vert
- Château de Blémur

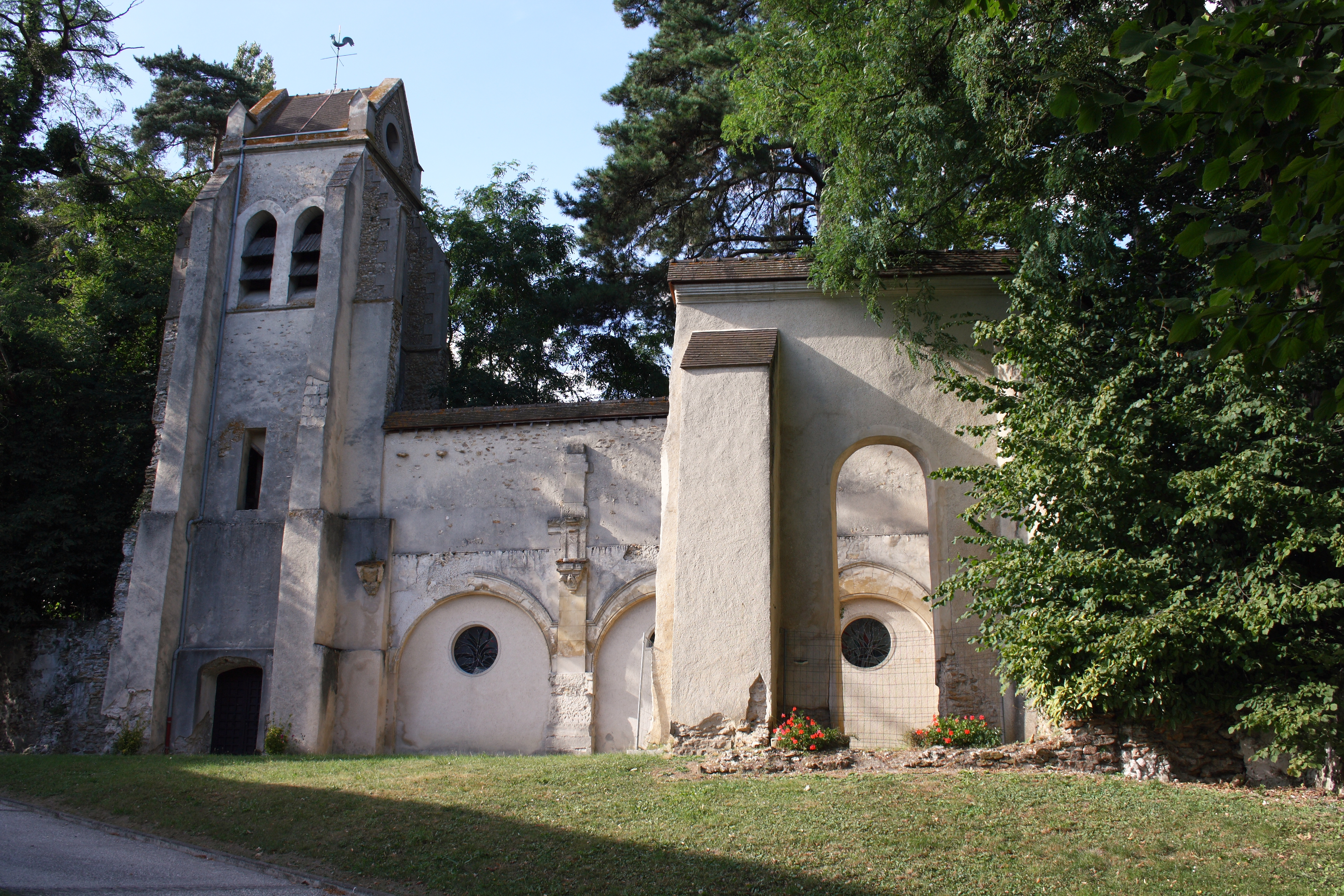
L'ancienne église.
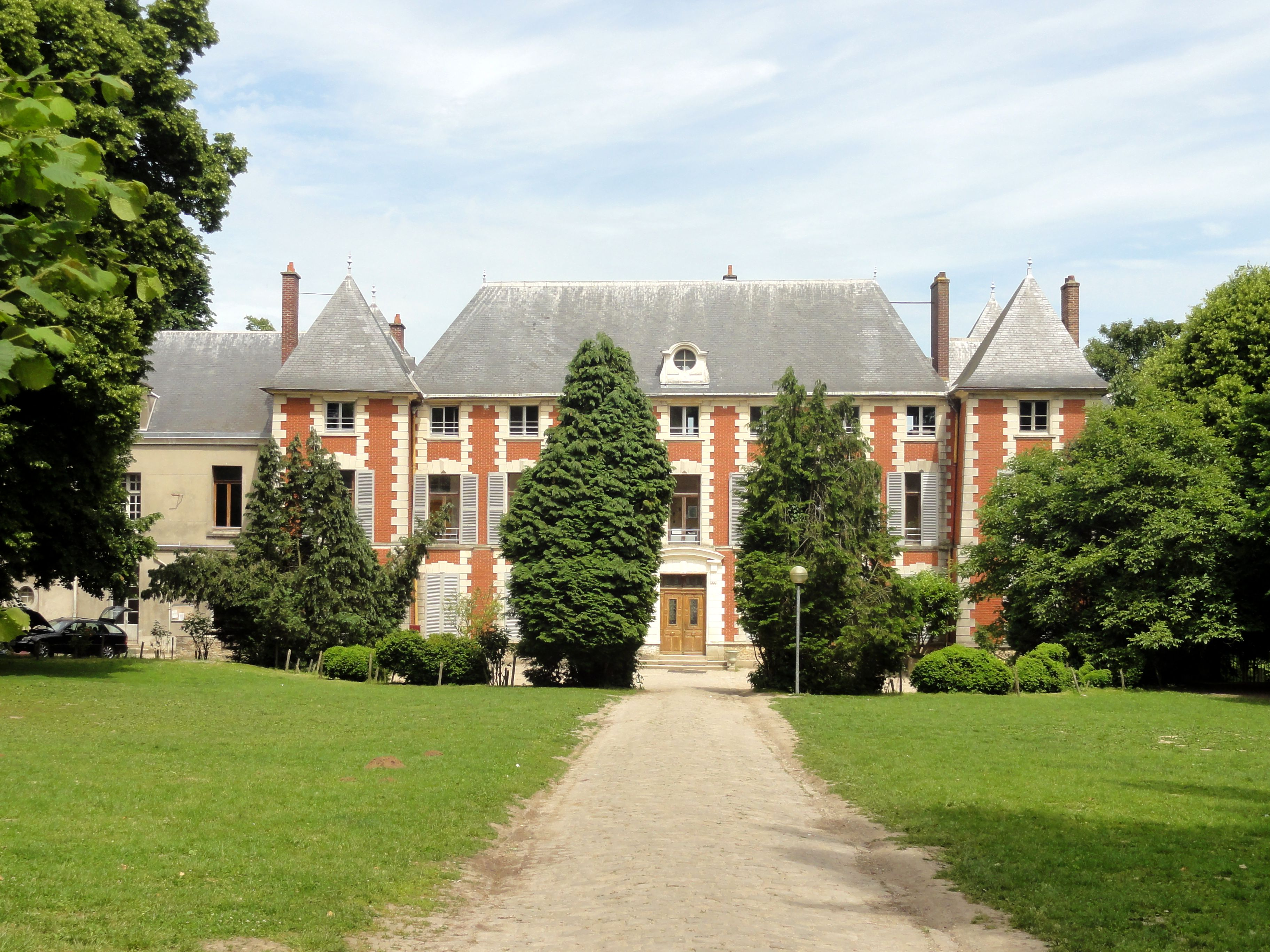
Le château du Luat

### Piscop dans les arts et la culture
- 1965 : Pleins feux sur Stanislas de Jean-Charles Dudrumet avec Jean Marais, Nadja Tiller, André Luguet et Bernadette Lafont - Le domaine de Chateauvert a servi de cadre au tournage du film pour accueillir l'hôtel fictif : "Les Trois couronnes"

### Héraldique
| Blason de Piscop | Blason  | D'azur à la gerbe de blé d'or liée de gueules.   |
| Blason de Piscop | Détails | Le statut officiel du blason reste à déterminer. |